# シークレット・チルドレン
『シークレット・チルドレン』（The Secret Children）は、中島央監督による近未来SFドラマである。2014年5月10日に日本公開。

## あらすじ
近未来の先進国X。36年前、人間は人口減少に対する手段として「シークレット・チルドレン」と呼ばれる3万人のクローン人間を作った。以来、人間とクローンは平和的に共存していたが、事態に大きな変化が訪れる。独裁者・ブルームクイストは新大統領に就任すると「クローン監視委員会（CMC）」を設立し、国中のクローンの捕獲・廃絶を開始する。X国内に住む3万人のクローン達は生き延びるために国中のあらゆる場所に逃走するが、CMCの捜査官たちの執拗な追跡により発見され、捕獲され殺害されていく。
絶滅の危機が目の前に迫ったクローン達は、それぞれに生き延びるために策を講じ始める。セドリックとソフィアの幼馴染のクローン・カップルは政府に対抗するために非暴力のレジスタンスを結成、仲間のクローン達を救出して、秘密の隠れ家に住まわせ、多くのクローンの命を助けようとする。大富豪であり、人間のマックスは、陰からセドリックとソフィアの活動をスポンサーとして支える。一方、クローンである自分の運命を呪っているギルは、何とか人間になる方法を考える。セドリックとソフィアの活動に影響されたクローンのランスはマスコミに近づき、政府の暴力的な廃絶活動の実態を明らかにしようとする。
一方、人間の振りをして日々を怯えながら過ごすクローンのカールも、人間の恋人との関係に折り合いをつけようとしていた…。
やがて監視委員会の大規模なクローン捜索が始まり、多くのクローン達が犠牲になり命を失っていく中で、セドリックとソフィアは大逆転のための最後の秘策に賭けるのであった―。

## キャスト
- セドリック - オーガスト・コリエル
- ソフィア - ジェイミー・ベルナデッテ
- マックス - アリ・デ・ソーサ
- ギル - サイモン・ソロズ
- ブルームクイスト大統領 - ルイ・デズセラン
- ベン - ヴィニー・ダイク
- アンジェラ - マギー・グローブ
- ドミニク - グスタフ・セイジ
- カール - アリ・ハースタンド
- ジュリエット - エレン・モナハン
- エレーヌ - アリーズ・マリー
- ランス - マーク・ディポリット
- ジョセフ - ギャレット・ワインステイン
- リットン上級捜査官 - ダレン・ナッシュ

## スタッフ
- 監督・脚本・製作： 中島央[1]
- 製作： アラン・ノエル・ヴェガ､ ケリー・コスケラ､ 立石賢司
- 撮影： 今井俊之
- 美術： リカルド・オルタ
- 編集： 目見田健
- 衣装デザイン： オータム・レイ､ エレン・チョウ
- 音楽： 比留間一昭
- キャスティング： クリステル・タバンキュラ